# Недьеши, Дьёрдь
Дьёрдь Недьеши (венг. Négyesy György, 10 мая 1893 — 14 апреля 1992, Будапешт) — венгерский шахматист (мастер), шахматный журналист и функционер.
Участник чемпионатов Венгрии. В составе сборной Венгрии победитель неофициальной шахматной олимпиады 1926 г.
Основатель Венгерской федерации заочных шахмат.

## Биография
Родился в семье Ласло Недьеши, историка литературы и литературного критика.
В 1914 г. окончил юридический факультет Будапештского университета. В 1917 г. защитил диссертацию. С 1920 по 1961 гг. работал судьей в Будапеште.
Научился играть в шахматы в возрасте 6 лет.
С 1911 г. играл по переписке.
В период с 1951 по 1985 гг. вел отдел заочных шахмат в журнале "Magyar Sakkélet".

## Награды и почетные звания
- Заслуженный спортсмен ВНР (1954)
- Серебряная спортивная медаль ВНР (1962)
- Отличник спорта и физкультуры ВНР (1968)[2]
- Золотая спортивная медаль ВНР (1973)[3]
- Почетный председатель Венгерской федерации заочных шахмат.
- Почетный член ИКЧФ (1971).
- Золотая медаль ИКЧФ им. В. фон Массова (1984).

## Вклад в теорию дебютов
|   | a | b | c | d | e | f | g | h |   |
| - | --- | --- | --- | --- | --- | --- | --- | --- | - |
| 8 | c8 чёрный слон · d8 чёрный ферзь · e8 чёрный король · f8 чёрный слон · h8 чёрная ладья · a7 чёрная пешка · d7 чёрный конь · f7 чёрная пешка · h7 чёрная пешка · f6 чёрная пешка · c5 чёрная пешка · b4 чёрная ладья · c4 белый слон · b3 белая пешка · c3 чёрная пешка · f3 белый конь · a2 белая пешка · f2 белая пешка · g2 белая пешка · h2 белая пешка · a1 белая ладья · c1 белый слон · d1 белый ферзь · e1 белый король · h1 белая ладья | c8 чёрный слон · d8 чёрный ферзь · e8 чёрный король · f8 чёрный слон · h8 чёрная ладья · a7 чёрная пешка · d7 чёрный конь · f7 чёрная пешка · h7 чёрная пешка · f6 чёрная пешка · c5 чёрная пешка · b4 чёрная ладья · c4 белый слон · b3 белая пешка · c3 чёрная пешка · f3 белый конь · a2 белая пешка · f2 белая пешка · g2 белая пешка · h2 белая пешка · a1 белая ладья · c1 белый слон · d1 белый ферзь · e1 белый король · h1 белая ладья | c8 чёрный слон · d8 чёрный ферзь · e8 чёрный король · f8 чёрный слон · h8 чёрная ладья · a7 чёрная пешка · d7 чёрный конь · f7 чёрная пешка · h7 чёрная пешка · f6 чёрная пешка · c5 чёрная пешка · b4 чёрная ладья · c4 белый слон · b3 белая пешка · c3 чёрная пешка · f3 белый конь · a2 белая пешка · f2 белая пешка · g2 белая пешка · h2 белая пешка · a1 белая ладья · c1 белый слон · d1 белый ферзь · e1 белый король · h1 белая ладья | c8 чёрный слон · d8 чёрный ферзь · e8 чёрный король · f8 чёрный слон · h8 чёрная ладья · a7 чёрная пешка · d7 чёрный конь · f7 чёрная пешка · h7 чёрная пешка · f6 чёрная пешка · c5 чёрная пешка · b4 чёрная ладья · c4 белый слон · b3 белая пешка · c3 чёрная пешка · f3 белый конь · a2 белая пешка · f2 белая пешка · g2 белая пешка · h2 белая пешка · a1 белая ладья · c1 белый слон · d1 белый ферзь · e1 белый король · h1 белая ладья | c8 чёрный слон · d8 чёрный ферзь · e8 чёрный король · f8 чёрный слон · h8 чёрная ладья · a7 чёрная пешка · d7 чёрный конь · f7 чёрная пешка · h7 чёрная пешка · f6 чёрная пешка · c5 чёрная пешка · b4 чёрная ладья · c4 белый слон · b3 белая пешка · c3 чёрная пешка · f3 белый конь · a2 белая пешка · f2 белая пешка · g2 белая пешка · h2 белая пешка · a1 белая ладья · c1 белый слон · d1 белый ферзь · e1 белый король · h1 белая ладья | c8 чёрный слон · d8 чёрный ферзь · e8 чёрный король · f8 чёрный слон · h8 чёрная ладья · a7 чёрная пешка · d7 чёрный конь · f7 чёрная пешка · h7 чёрная пешка · f6 чёрная пешка · c5 чёрная пешка · b4 чёрная ладья · c4 белый слон · b3 белая пешка · c3 чёрная пешка · f3 белый конь · a2 белая пешка · f2 белая пешка · g2 белая пешка · h2 белая пешка · a1 белая ладья · c1 белый слон · d1 белый ферзь · e1 белый король · h1 белая ладья | c8 чёрный слон · d8 чёрный ферзь · e8 чёрный король · f8 чёрный слон · h8 чёрная ладья · a7 чёрная пешка · d7 чёрный конь · f7 чёрная пешка · h7 чёрная пешка · f6 чёрная пешка · c5 чёрная пешка · b4 чёрная ладья · c4 белый слон · b3 белая пешка · c3 чёрная пешка · f3 белый конь · a2 белая пешка · f2 белая пешка · g2 белая пешка · h2 белая пешка · a1 белая ладья · c1 белый слон · d1 белый ферзь · e1 белый король · h1 белая ладья | c8 чёрный слон · d8 чёрный ферзь · e8 чёрный король · f8 чёрный слон · h8 чёрная ладья · a7 чёрная пешка · d7 чёрный конь · f7 чёрная пешка · h7 чёрная пешка · f6 чёрная пешка · c5 чёрная пешка · b4 чёрная ладья · c4 белый слон · b3 белая пешка · c3 чёрная пешка · f3 белый конь · a2 белая пешка · f2 белая пешка · g2 белая пешка · h2 белая пешка · a1 белая ладья · c1 белый слон · d1 белый ферзь · e1 белый король · h1 белая ладья | 8 |
| 7 | c8 чёрный слон · d8 чёрный ферзь · e8 чёрный король · f8 чёрный слон · h8 чёрная ладья · a7 чёрная пешка · d7 чёрный конь · f7 чёрная пешка · h7 чёрная пешка · f6 чёрная пешка · c5 чёрная пешка · b4 чёрная ладья · c4 белый слон · b3 белая пешка · c3 чёрная пешка · f3 белый конь · a2 белая пешка · f2 белая пешка · g2 белая пешка · h2 белая пешка · a1 белая ладья · c1 белый слон · d1 белый ферзь · e1 белый король · h1 белая ладья | c8 чёрный слон · d8 чёрный ферзь · e8 чёрный король · f8 чёрный слон · h8 чёрная ладья · a7 чёрная пешка · d7 чёрный конь · f7 чёрная пешка · h7 чёрная пешка · f6 чёрная пешка · c5 чёрная пешка · b4 чёрная ладья · c4 белый слон · b3 белая пешка · c3 чёрная пешка · f3 белый конь · a2 белая пешка · f2 белая пешка · g2 белая пешка · h2 белая пешка · a1 белая ладья · c1 белый слон · d1 белый ферзь · e1 белый король · h1 белая ладья | c8 чёрный слон · d8 чёрный ферзь · e8 чёрный король · f8 чёрный слон · h8 чёрная ладья · a7 чёрная пешка · d7 чёрный конь · f7 чёрная пешка · h7 чёрная пешка · f6 чёрная пешка · c5 чёрная пешка · b4 чёрная ладья · c4 белый слон · b3 белая пешка · c3 чёрная пешка · f3 белый конь · a2 белая пешка · f2 белая пешка · g2 белая пешка · h2 белая пешка · a1 белая ладья · c1 белый слон · d1 белый ферзь · e1 белый король · h1 белая ладья | c8 чёрный слон · d8 чёрный ферзь · e8 чёрный король · f8 чёрный слон · h8 чёрная ладья · a7 чёрная пешка · d7 чёрный конь · f7 чёрная пешка · h7 чёрная пешка · f6 чёрная пешка · c5 чёрная пешка · b4 чёрная ладья · c4 белый слон · b3 белая пешка · c3 чёрная пешка · f3 белый конь · a2 белая пешка · f2 белая пешка · g2 белая пешка · h2 белая пешка · a1 белая ладья · c1 белый слон · d1 белый ферзь · e1 белый король · h1 белая ладья | c8 чёрный слон · d8 чёрный ферзь · e8 чёрный король · f8 чёрный слон · h8 чёрная ладья · a7 чёрная пешка · d7 чёрный конь · f7 чёрная пешка · h7 чёрная пешка · f6 чёрная пешка · c5 чёрная пешка · b4 чёрная ладья · c4 белый слон · b3 белая пешка · c3 чёрная пешка · f3 белый конь · a2 белая пешка · f2 белая пешка · g2 белая пешка · h2 белая пешка · a1 белая ладья · c1 белый слон · d1 белый ферзь · e1 белый король · h1 белая ладья | c8 чёрный слон · d8 чёрный ферзь · e8 чёрный король · f8 чёрный слон · h8 чёрная ладья · a7 чёрная пешка · d7 чёрный конь · f7 чёрная пешка · h7 чёрная пешка · f6 чёрная пешка · c5 чёрная пешка · b4 чёрная ладья · c4 белый слон · b3 белая пешка · c3 чёрная пешка · f3 белый конь · a2 белая пешка · f2 белая пешка · g2 белая пешка · h2 белая пешка · a1 белая ладья · c1 белый слон · d1 белый ферзь · e1 белый король · h1 белая ладья | c8 чёрный слон · d8 чёрный ферзь · e8 чёрный король · f8 чёрный слон · h8 чёрная ладья · a7 чёрная пешка · d7 чёрный конь · f7 чёрная пешка · h7 чёрная пешка · f6 чёрная пешка · c5 чёрная пешка · b4 чёрная ладья · c4 белый слон · b3 белая пешка · c3 чёрная пешка · f3 белый конь · a2 белая пешка · f2 белая пешка · g2 белая пешка · h2 белая пешка · a1 белая ладья · c1 белый слон · d1 белый ферзь · e1 белый король · h1 белая ладья | c8 чёрный слон · d8 чёрный ферзь · e8 чёрный король · f8 чёрный слон · h8 чёрная ладья · a7 чёрная пешка · d7 чёрный конь · f7 чёрная пешка · h7 чёрная пешка · f6 чёрная пешка · c5 чёрная пешка · b4 чёрная ладья · c4 белый слон · b3 белая пешка · c3 чёрная пешка · f3 белый конь · a2 белая пешка · f2 белая пешка · g2 белая пешка · h2 белая пешка · a1 белая ладья · c1 белый слон · d1 белый ферзь · e1 белый король · h1 белая ладья | 7 |
| 6 | c8 чёрный слон · d8 чёрный ферзь · e8 чёрный король · f8 чёрный слон · h8 чёрная ладья · a7 чёрная пешка · d7 чёрный конь · f7 чёрная пешка · h7 чёрная пешка · f6 чёрная пешка · c5 чёрная пешка · b4 чёрная ладья · c4 белый слон · b3 белая пешка · c3 чёрная пешка · f3 белый конь · a2 белая пешка · f2 белая пешка · g2 белая пешка · h2 белая пешка · a1 белая ладья · c1 белый слон · d1 белый ферзь · e1 белый король · h1 белая ладья | c8 чёрный слон · d8 чёрный ферзь · e8 чёрный король · f8 чёрный слон · h8 чёрная ладья · a7 чёрная пешка · d7 чёрный конь · f7 чёрная пешка · h7 чёрная пешка · f6 чёрная пешка · c5 чёрная пешка · b4 чёрная ладья · c4 белый слон · b3 белая пешка · c3 чёрная пешка · f3 белый конь · a2 белая пешка · f2 белая пешка · g2 белая пешка · h2 белая пешка · a1 белая ладья · c1 белый слон · d1 белый ферзь · e1 белый король · h1 белая ладья | c8 чёрный слон · d8 чёрный ферзь · e8 чёрный король · f8 чёрный слон · h8 чёрная ладья · a7 чёрная пешка · d7 чёрный конь · f7 чёрная пешка · h7 чёрная пешка · f6 чёрная пешка · c5 чёрная пешка · b4 чёрная ладья · c4 белый слон · b3 белая пешка · c3 чёрная пешка · f3 белый конь · a2 белая пешка · f2 белая пешка · g2 белая пешка · h2 белая пешка · a1 белая ладья · c1 белый слон · d1 белый ферзь · e1 белый король · h1 белая ладья | c8 чёрный слон · d8 чёрный ферзь · e8 чёрный король · f8 чёрный слон · h8 чёрная ладья · a7 чёрная пешка · d7 чёрный конь · f7 чёрная пешка · h7 чёрная пешка · f6 чёрная пешка · c5 чёрная пешка · b4 чёрная ладья · c4 белый слон · b3 белая пешка · c3 чёрная пешка · f3 белый конь · a2 белая пешка · f2 белая пешка · g2 белая пешка · h2 белая пешка · a1 белая ладья · c1 белый слон · d1 белый ферзь · e1 белый король · h1 белая ладья | c8 чёрный слон · d8 чёрный ферзь · e8 чёрный король · f8 чёрный слон · h8 чёрная ладья · a7 чёрная пешка · d7 чёрный конь · f7 чёрная пешка · h7 чёрная пешка · f6 чёрная пешка · c5 чёрная пешка · b4 чёрная ладья · c4 белый слон · b3 белая пешка · c3 чёрная пешка · f3 белый конь · a2 белая пешка · f2 белая пешка · g2 белая пешка · h2 белая пешка · a1 белая ладья · c1 белый слон · d1 белый ферзь · e1 белый король · h1 белая ладья | c8 чёрный слон · d8 чёрный ферзь · e8 чёрный король · f8 чёрный слон · h8 чёрная ладья · a7 чёрная пешка · d7 чёрный конь · f7 чёрная пешка · h7 чёрная пешка · f6 чёрная пешка · c5 чёрная пешка · b4 чёрная ладья · c4 белый слон · b3 белая пешка · c3 чёрная пешка · f3 белый конь · a2 белая пешка · f2 белая пешка · g2 белая пешка · h2 белая пешка · a1 белая ладья · c1 белый слон · d1 белый ферзь · e1 белый король · h1 белая ладья | c8 чёрный слон · d8 чёрный ферзь · e8 чёрный король · f8 чёрный слон · h8 чёрная ладья · a7 чёрная пешка · d7 чёрный конь · f7 чёрная пешка · h7 чёрная пешка · f6 чёрная пешка · c5 чёрная пешка · b4 чёрная ладья · c4 белый слон · b3 белая пешка · c3 чёрная пешка · f3 белый конь · a2 белая пешка · f2 белая пешка · g2 белая пешка · h2 белая пешка · a1 белая ладья · c1 белый слон · d1 белый ферзь · e1 белый король · h1 белая ладья | c8 чёрный слон · d8 чёрный ферзь · e8 чёрный король · f8 чёрный слон · h8 чёрная ладья · a7 чёрная пешка · d7 чёрный конь · f7 чёрная пешка · h7 чёрная пешка · f6 чёрная пешка · c5 чёрная пешка · b4 чёрная ладья · c4 белый слон · b3 белая пешка · c3 чёрная пешка · f3 белый конь · a2 белая пешка · f2 белая пешка · g2 белая пешка · h2 белая пешка · a1 белая ладья · c1 белый слон · d1 белый ферзь · e1 белый король · h1 белая ладья | 6 |
| 5 | c8 чёрный слон · d8 чёрный ферзь · e8 чёрный король · f8 чёрный слон · h8 чёрная ладья · a7 чёрная пешка · d7 чёрный конь · f7 чёрная пешка · h7 чёрная пешка · f6 чёрная пешка · c5 чёрная пешка · b4 чёрная ладья · c4 белый слон · b3 белая пешка · c3 чёрная пешка · f3 белый конь · a2 белая пешка · f2 белая пешка · g2 белая пешка · h2 белая пешка · a1 белая ладья · c1 белый слон · d1 белый ферзь · e1 белый король · h1 белая ладья | c8 чёрный слон · d8 чёрный ферзь · e8 чёрный король · f8 чёрный слон · h8 чёрная ладья · a7 чёрная пешка · d7 чёрный конь · f7 чёрная пешка · h7 чёрная пешка · f6 чёрная пешка · c5 чёрная пешка · b4 чёрная ладья · c4 белый слон · b3 белая пешка · c3 чёрная пешка · f3 белый конь · a2 белая пешка · f2 белая пешка · g2 белая пешка · h2 белая пешка · a1 белая ладья · c1 белый слон · d1 белый ферзь · e1 белый король · h1 белая ладья | c8 чёрный слон · d8 чёрный ферзь · e8 чёрный король · f8 чёрный слон · h8 чёрная ладья · a7 чёрная пешка · d7 чёрный конь · f7 чёрная пешка · h7 чёрная пешка · f6 чёрная пешка · c5 чёрная пешка · b4 чёрная ладья · c4 белый слон · b3 белая пешка · c3 чёрная пешка · f3 белый конь · a2 белая пешка · f2 белая пешка · g2 белая пешка · h2 белая пешка · a1 белая ладья · c1 белый слон · d1 белый ферзь · e1 белый король · h1 белая ладья | c8 чёрный слон · d8 чёрный ферзь · e8 чёрный король · f8 чёрный слон · h8 чёрная ладья · a7 чёрная пешка · d7 чёрный конь · f7 чёрная пешка · h7 чёрная пешка · f6 чёрная пешка · c5 чёрная пешка · b4 чёрная ладья · c4 белый слон · b3 белая пешка · c3 чёрная пешка · f3 белый конь · a2 белая пешка · f2 белая пешка · g2 белая пешка · h2 белая пешка · a1 белая ладья · c1 белый слон · d1 белый ферзь · e1 белый король · h1 белая ладья | c8 чёрный слон · d8 чёрный ферзь · e8 чёрный король · f8 чёрный слон · h8 чёрная ладья · a7 чёрная пешка · d7 чёрный конь · f7 чёрная пешка · h7 чёрная пешка · f6 чёрная пешка · c5 чёрная пешка · b4 чёрная ладья · c4 белый слон · b3 белая пешка · c3 чёрная пешка · f3 белый конь · a2 белая пешка · f2 белая пешка · g2 белая пешка · h2 белая пешка · a1 белая ладья · c1 белый слон · d1 белый ферзь · e1 белый король · h1 белая ладья | c8 чёрный слон · d8 чёрный ферзь · e8 чёрный король · f8 чёрный слон · h8 чёрная ладья · a7 чёрная пешка · d7 чёрный конь · f7 чёрная пешка · h7 чёрная пешка · f6 чёрная пешка · c5 чёрная пешка · b4 чёрная ладья · c4 белый слон · b3 белая пешка · c3 чёрная пешка · f3 белый конь · a2 белая пешка · f2 белая пешка · g2 белая пешка · h2 белая пешка · a1 белая ладья · c1 белый слон · d1 белый ферзь · e1 белый король · h1 белая ладья | c8 чёрный слон · d8 чёрный ферзь · e8 чёрный король · f8 чёрный слон · h8 чёрная ладья · a7 чёрная пешка · d7 чёрный конь · f7 чёрная пешка · h7 чёрная пешка · f6 чёрная пешка · c5 чёрная пешка · b4 чёрная ладья · c4 белый слон · b3 белая пешка · c3 чёрная пешка · f3 белый конь · a2 белая пешка · f2 белая пешка · g2 белая пешка · h2 белая пешка · a1 белая ладья · c1 белый слон · d1 белый ферзь · e1 белый король · h1 белая ладья | c8 чёрный слон · d8 чёрный ферзь · e8 чёрный король · f8 чёрный слон · h8 чёрная ладья · a7 чёрная пешка · d7 чёрный конь · f7 чёрная пешка · h7 чёрная пешка · f6 чёрная пешка · c5 чёрная пешка · b4 чёрная ладья · c4 белый слон · b3 белая пешка · c3 чёрная пешка · f3 белый конь · a2 белая пешка · f2 белая пешка · g2 белая пешка · h2 белая пешка · a1 белая ладья · c1 белый слон · d1 белый ферзь · e1 белый король · h1 белая ладья | 5 |
| 4 | c8 чёрный слон · d8 чёрный ферзь · e8 чёрный король · f8 чёрный слон · h8 чёрная ладья · a7 чёрная пешка · d7 чёрный конь · f7 чёрная пешка · h7 чёрная пешка · f6 чёрная пешка · c5 чёрная пешка · b4 чёрная ладья · c4 белый слон · b3 белая пешка · c3 чёрная пешка · f3 белый конь · a2 белая пешка · f2 белая пешка · g2 белая пешка · h2 белая пешка · a1 белая ладья · c1 белый слон · d1 белый ферзь · e1 белый король · h1 белая ладья | c8 чёрный слон · d8 чёрный ферзь · e8 чёрный король · f8 чёрный слон · h8 чёрная ладья · a7 чёрная пешка · d7 чёрный конь · f7 чёрная пешка · h7 чёрная пешка · f6 чёрная пешка · c5 чёрная пешка · b4 чёрная ладья · c4 белый слон · b3 белая пешка · c3 чёрная пешка · f3 белый конь · a2 белая пешка · f2 белая пешка · g2 белая пешка · h2 белая пешка · a1 белая ладья · c1 белый слон · d1 белый ферзь · e1 белый король · h1 белая ладья | c8 чёрный слон · d8 чёрный ферзь · e8 чёрный король · f8 чёрный слон · h8 чёрная ладья · a7 чёрная пешка · d7 чёрный конь · f7 чёрная пешка · h7 чёрная пешка · f6 чёрная пешка · c5 чёрная пешка · b4 чёрная ладья · c4 белый слон · b3 белая пешка · c3 чёрная пешка · f3 белый конь · a2 белая пешка · f2 белая пешка · g2 белая пешка · h2 белая пешка · a1 белая ладья · c1 белый слон · d1 белый ферзь · e1 белый король · h1 белая ладья | c8 чёрный слон · d8 чёрный ферзь · e8 чёрный король · f8 чёрный слон · h8 чёрная ладья · a7 чёрная пешка · d7 чёрный конь · f7 чёрная пешка · h7 чёрная пешка · f6 чёрная пешка · c5 чёрная пешка · b4 чёрная ладья · c4 белый слон · b3 белая пешка · c3 чёрная пешка · f3 белый конь · a2 белая пешка · f2 белая пешка · g2 белая пешка · h2 белая пешка · a1 белая ладья · c1 белый слон · d1 белый ферзь · e1 белый король · h1 белая ладья | c8 чёрный слон · d8 чёрный ферзь · e8 чёрный король · f8 чёрный слон · h8 чёрная ладья · a7 чёрная пешка · d7 чёрный конь · f7 чёрная пешка · h7 чёрная пешка · f6 чёрная пешка · c5 чёрная пешка · b4 чёрная ладья · c4 белый слон · b3 белая пешка · c3 чёрная пешка · f3 белый конь · a2 белая пешка · f2 белая пешка · g2 белая пешка · h2 белая пешка · a1 белая ладья · c1 белый слон · d1 белый ферзь · e1 белый король · h1 белая ладья | c8 чёрный слон · d8 чёрный ферзь · e8 чёрный король · f8 чёрный слон · h8 чёрная ладья · a7 чёрная пешка · d7 чёрный конь · f7 чёрная пешка · h7 чёрная пешка · f6 чёрная пешка · c5 чёрная пешка · b4 чёрная ладья · c4 белый слон · b3 белая пешка · c3 чёрная пешка · f3 белый конь · a2 белая пешка · f2 белая пешка · g2 белая пешка · h2 белая пешка · a1 белая ладья · c1 белый слон · d1 белый ферзь · e1 белый король · h1 белая ладья | c8 чёрный слон · d8 чёрный ферзь · e8 чёрный король · f8 чёрный слон · h8 чёрная ладья · a7 чёрная пешка · d7 чёрный конь · f7 чёрная пешка · h7 чёрная пешка · f6 чёрная пешка · c5 чёрная пешка · b4 чёрная ладья · c4 белый слон · b3 белая пешка · c3 чёрная пешка · f3 белый конь · a2 белая пешка · f2 белая пешка · g2 белая пешка · h2 белая пешка · a1 белая ладья · c1 белый слон · d1 белый ферзь · e1 белый король · h1 белая ладья | c8 чёрный слон · d8 чёрный ферзь · e8 чёрный король · f8 чёрный слон · h8 чёрная ладья · a7 чёрная пешка · d7 чёрный конь · f7 чёрная пешка · h7 чёрная пешка · f6 чёрная пешка · c5 чёрная пешка · b4 чёрная ладья · c4 белый слон · b3 белая пешка · c3 чёрная пешка · f3 белый конь · a2 белая пешка · f2 белая пешка · g2 белая пешка · h2 белая пешка · a1 белая ладья · c1 белый слон · d1 белый ферзь · e1 белый король · h1 белая ладья | 4 |
| 3 | c8 чёрный слон · d8 чёрный ферзь · e8 чёрный король · f8 чёрный слон · h8 чёрная ладья · a7 чёрная пешка · d7 чёрный конь · f7 чёрная пешка · h7 чёрная пешка · f6 чёрная пешка · c5 чёрная пешка · b4 чёрная ладья · c4 белый слон · b3 белая пешка · c3 чёрная пешка · f3 белый конь · a2 белая пешка · f2 белая пешка · g2 белая пешка · h2 белая пешка · a1 белая ладья · c1 белый слон · d1 белый ферзь · e1 белый король · h1 белая ладья | c8 чёрный слон · d8 чёрный ферзь · e8 чёрный король · f8 чёрный слон · h8 чёрная ладья · a7 чёрная пешка · d7 чёрный конь · f7 чёрная пешка · h7 чёрная пешка · f6 чёрная пешка · c5 чёрная пешка · b4 чёрная ладья · c4 белый слон · b3 белая пешка · c3 чёрная пешка · f3 белый конь · a2 белая пешка · f2 белая пешка · g2 белая пешка · h2 белая пешка · a1 белая ладья · c1 белый слон · d1 белый ферзь · e1 белый король · h1 белая ладья | c8 чёрный слон · d8 чёрный ферзь · e8 чёрный король · f8 чёрный слон · h8 чёрная ладья · a7 чёрная пешка · d7 чёрный конь · f7 чёрная пешка · h7 чёрная пешка · f6 чёрная пешка · c5 чёрная пешка · b4 чёрная ладья · c4 белый слон · b3 белая пешка · c3 чёрная пешка · f3 белый конь · a2 белая пешка · f2 белая пешка · g2 белая пешка · h2 белая пешка · a1 белая ладья · c1 белый слон · d1 белый ферзь · e1 белый король · h1 белая ладья | c8 чёрный слон · d8 чёрный ферзь · e8 чёрный король · f8 чёрный слон · h8 чёрная ладья · a7 чёрная пешка · d7 чёрный конь · f7 чёрная пешка · h7 чёрная пешка · f6 чёрная пешка · c5 чёрная пешка · b4 чёрная ладья · c4 белый слон · b3 белая пешка · c3 чёрная пешка · f3 белый конь · a2 белая пешка · f2 белая пешка · g2 белая пешка · h2 белая пешка · a1 белая ладья · c1 белый слон · d1 белый ферзь · e1 белый король · h1 белая ладья | c8 чёрный слон · d8 чёрный ферзь · e8 чёрный король · f8 чёрный слон · h8 чёрная ладья · a7 чёрная пешка · d7 чёрный конь · f7 чёрная пешка · h7 чёрная пешка · f6 чёрная пешка · c5 чёрная пешка · b4 чёрная ладья · c4 белый слон · b3 белая пешка · c3 чёрная пешка · f3 белый конь · a2 белая пешка · f2 белая пешка · g2 белая пешка · h2 белая пешка · a1 белая ладья · c1 белый слон · d1 белый ферзь · e1 белый король · h1 белая ладья | c8 чёрный слон · d8 чёрный ферзь · e8 чёрный король · f8 чёрный слон · h8 чёрная ладья · a7 чёрная пешка · d7 чёрный конь · f7 чёрная пешка · h7 чёрная пешка · f6 чёрная пешка · c5 чёрная пешка · b4 чёрная ладья · c4 белый слон · b3 белая пешка · c3 чёрная пешка · f3 белый конь · a2 белая пешка · f2 белая пешка · g2 белая пешка · h2 белая пешка · a1 белая ладья · c1 белый слон · d1 белый ферзь · e1 белый король · h1 белая ладья | c8 чёрный слон · d8 чёрный ферзь · e8 чёрный король · f8 чёрный слон · h8 чёрная ладья · a7 чёрная пешка · d7 чёрный конь · f7 чёрная пешка · h7 чёрная пешка · f6 чёрная пешка · c5 чёрная пешка · b4 чёрная ладья · c4 белый слон · b3 белая пешка · c3 чёрная пешка · f3 белый конь · a2 белая пешка · f2 белая пешка · g2 белая пешка · h2 белая пешка · a1 белая ладья · c1 белый слон · d1 белый ферзь · e1 белый король · h1 белая ладья | c8 чёрный слон · d8 чёрный ферзь · e8 чёрный король · f8 чёрный слон · h8 чёрная ладья · a7 чёрная пешка · d7 чёрный конь · f7 чёрная пешка · h7 чёрная пешка · f6 чёрная пешка · c5 чёрная пешка · b4 чёрная ладья · c4 белый слон · b3 белая пешка · c3 чёрная пешка · f3 белый конь · a2 белая пешка · f2 белая пешка · g2 белая пешка · h2 белая пешка · a1 белая ладья · c1 белый слон · d1 белый ферзь · e1 белый король · h1 белая ладья | 3 |
| 2 | c8 чёрный слон · d8 чёрный ферзь · e8 чёрный король · f8 чёрный слон · h8 чёрная ладья · a7 чёрная пешка · d7 чёрный конь · f7 чёрная пешка · h7 чёрная пешка · f6 чёрная пешка · c5 чёрная пешка · b4 чёрная ладья · c4 белый слон · b3 белая пешка · c3 чёрная пешка · f3 белый конь · a2 белая пешка · f2 белая пешка · g2 белая пешка · h2 белая пешка · a1 белая ладья · c1 белый слон · d1 белый ферзь · e1 белый король · h1 белая ладья | c8 чёрный слон · d8 чёрный ферзь · e8 чёрный король · f8 чёрный слон · h8 чёрная ладья · a7 чёрная пешка · d7 чёрный конь · f7 чёрная пешка · h7 чёрная пешка · f6 чёрная пешка · c5 чёрная пешка · b4 чёрная ладья · c4 белый слон · b3 белая пешка · c3 чёрная пешка · f3 белый конь · a2 белая пешка · f2 белая пешка · g2 белая пешка · h2 белая пешка · a1 белая ладья · c1 белый слон · d1 белый ферзь · e1 белый король · h1 белая ладья | c8 чёрный слон · d8 чёрный ферзь · e8 чёрный король · f8 чёрный слон · h8 чёрная ладья · a7 чёрная пешка · d7 чёрный конь · f7 чёрная пешка · h7 чёрная пешка · f6 чёрная пешка · c5 чёрная пешка · b4 чёрная ладья · c4 белый слон · b3 белая пешка · c3 чёрная пешка · f3 белый конь · a2 белая пешка · f2 белая пешка · g2 белая пешка · h2 белая пешка · a1 белая ладья · c1 белый слон · d1 белый ферзь · e1 белый король · h1 белая ладья | c8 чёрный слон · d8 чёрный ферзь · e8 чёрный король · f8 чёрный слон · h8 чёрная ладья · a7 чёрная пешка · d7 чёрный конь · f7 чёрная пешка · h7 чёрная пешка · f6 чёрная пешка · c5 чёрная пешка · b4 чёрная ладья · c4 белый слон · b3 белая пешка · c3 чёрная пешка · f3 белый конь · a2 белая пешка · f2 белая пешка · g2 белая пешка · h2 белая пешка · a1 белая ладья · c1 белый слон · d1 белый ферзь · e1 белый король · h1 белая ладья | c8 чёрный слон · d8 чёрный ферзь · e8 чёрный король · f8 чёрный слон · h8 чёрная ладья · a7 чёрная пешка · d7 чёрный конь · f7 чёрная пешка · h7 чёрная пешка · f6 чёрная пешка · c5 чёрная пешка · b4 чёрная ладья · c4 белый слон · b3 белая пешка · c3 чёрная пешка · f3 белый конь · a2 белая пешка · f2 белая пешка · g2 белая пешка · h2 белая пешка · a1 белая ладья · c1 белый слон · d1 белый ферзь · e1 белый король · h1 белая ладья | c8 чёрный слон · d8 чёрный ферзь · e8 чёрный король · f8 чёрный слон · h8 чёрная ладья · a7 чёрная пешка · d7 чёрный конь · f7 чёрная пешка · h7 чёрная пешка · f6 чёрная пешка · c5 чёрная пешка · b4 чёрная ладья · c4 белый слон · b3 белая пешка · c3 чёрная пешка · f3 белый конь · a2 белая пешка · f2 белая пешка · g2 белая пешка · h2 белая пешка · a1 белая ладья · c1 белый слон · d1 белый ферзь · e1 белый король · h1 белая ладья | c8 чёрный слон · d8 чёрный ферзь · e8 чёрный король · f8 чёрный слон · h8 чёрная ладья · a7 чёрная пешка · d7 чёрный конь · f7 чёрная пешка · h7 чёрная пешка · f6 чёрная пешка · c5 чёрная пешка · b4 чёрная ладья · c4 белый слон · b3 белая пешка · c3 чёрная пешка · f3 белый конь · a2 белая пешка · f2 белая пешка · g2 белая пешка · h2 белая пешка · a1 белая ладья · c1 белый слон · d1 белый ферзь · e1 белый король · h1 белая ладья | c8 чёрный слон · d8 чёрный ферзь · e8 чёрный король · f8 чёрный слон · h8 чёрная ладья · a7 чёрная пешка · d7 чёрный конь · f7 чёрная пешка · h7 чёрная пешка · f6 чёрная пешка · c5 чёрная пешка · b4 чёрная ладья · c4 белый слон · b3 белая пешка · c3 чёрная пешка · f3 белый конь · a2 белая пешка · f2 белая пешка · g2 белая пешка · h2 белая пешка · a1 белая ладья · c1 белый слон · d1 белый ферзь · e1 белый король · h1 белая ладья | 2 |
| 1 | c8 чёрный слон · d8 чёрный ферзь · e8 чёрный король · f8 чёрный слон · h8 чёрная ладья · a7 чёрная пешка · d7 чёрный конь · f7 чёрная пешка · h7 чёрная пешка · f6 чёрная пешка · c5 чёрная пешка · b4 чёрная ладья · c4 белый слон · b3 белая пешка · c3 чёрная пешка · f3 белый конь · a2 белая пешка · f2 белая пешка · g2 белая пешка · h2 белая пешка · a1 белая ладья · c1 белый слон · d1 белый ферзь · e1 белый король · h1 белая ладья | c8 чёрный слон · d8 чёрный ферзь · e8 чёрный король · f8 чёрный слон · h8 чёрная ладья · a7 чёрная пешка · d7 чёрный конь · f7 чёрная пешка · h7 чёрная пешка · f6 чёрная пешка · c5 чёрная пешка · b4 чёрная ладья · c4 белый слон · b3 белая пешка · c3 чёрная пешка · f3 белый конь · a2 белая пешка · f2 белая пешка · g2 белая пешка · h2 белая пешка · a1 белая ладья · c1 белый слон · d1 белый ферзь · e1 белый король · h1 белая ладья | c8 чёрный слон · d8 чёрный ферзь · e8 чёрный король · f8 чёрный слон · h8 чёрная ладья · a7 чёрная пешка · d7 чёрный конь · f7 чёрная пешка · h7 чёрная пешка · f6 чёрная пешка · c5 чёрная пешка · b4 чёрная ладья · c4 белый слон · b3 белая пешка · c3 чёрная пешка · f3 белый конь · a2 белая пешка · f2 белая пешка · g2 белая пешка · h2 белая пешка · a1 белая ладья · c1 белый слон · d1 белый ферзь · e1 белый король · h1 белая ладья | c8 чёрный слон · d8 чёрный ферзь · e8 чёрный король · f8 чёрный слон · h8 чёрная ладья · a7 чёрная пешка · d7 чёрный конь · f7 чёрная пешка · h7 чёрная пешка · f6 чёрная пешка · c5 чёрная пешка · b4 чёрная ладья · c4 белый слон · b3 белая пешка · c3 чёрная пешка · f3 белый конь · a2 белая пешка · f2 белая пешка · g2 белая пешка · h2 белая пешка · a1 белая ладья · c1 белый слон · d1 белый ферзь · e1 белый король · h1 белая ладья | c8 чёрный слон · d8 чёрный ферзь · e8 чёрный король · f8 чёрный слон · h8 чёрная ладья · a7 чёрная пешка · d7 чёрный конь · f7 чёрная пешка · h7 чёрная пешка · f6 чёрная пешка · c5 чёрная пешка · b4 чёрная ладья · c4 белый слон · b3 белая пешка · c3 чёрная пешка · f3 белый конь · a2 белая пешка · f2 белая пешка · g2 белая пешка · h2 белая пешка · a1 белая ладья · c1 белый слон · d1 белый ферзь · e1 белый король · h1 белая ладья | c8 чёрный слон · d8 чёрный ферзь · e8 чёрный король · f8 чёрный слон · h8 чёрная ладья · a7 чёрная пешка · d7 чёрный конь · f7 чёрная пешка · h7 чёрная пешка · f6 чёрная пешка · c5 чёрная пешка · b4 чёрная ладья · c4 белый слон · b3 белая пешка · c3 чёрная пешка · f3 белый конь · a2 белая пешка · f2 белая пешка · g2 белая пешка · h2 белая пешка · a1 белая ладья · c1 белый слон · d1 белый ферзь · e1 белый король · h1 белая ладья | c8 чёрный слон · d8 чёрный ферзь · e8 чёрный король · f8 чёрный слон · h8 чёрная ладья · a7 чёрная пешка · d7 чёрный конь · f7 чёрная пешка · h7 чёрная пешка · f6 чёрная пешка · c5 чёрная пешка · b4 чёрная ладья · c4 белый слон · b3 белая пешка · c3 чёрная пешка · f3 белый конь · a2 белая пешка · f2 белая пешка · g2 белая пешка · h2 белая пешка · a1 белая ладья · c1 белый слон · d1 белый ферзь · e1 белый король · h1 белая ладья | c8 чёрный слон · d8 чёрный ферзь · e8 чёрный король · f8 чёрный слон · h8 чёрная ладья · a7 чёрная пешка · d7 чёрный конь · f7 чёрная пешка · h7 чёрная пешка · f6 чёрная пешка · c5 чёрная пешка · b4 чёрная ладья · c4 белый слон · b3 белая пешка · c3 чёрная пешка · f3 белый конь · a2 белая пешка · f2 белая пешка · g2 белая пешка · h2 белая пешка · a1 белая ладья · c1 белый слон · d1 белый ферзь · e1 белый король · h1 белая ладья | 1 |
|   | a | b | c | d | e | f | g | h |   |

Анализы Недьеши сыграли важную роль в дискредитации одного из вариантов принятого ферзевого гамбита. После 1. d4 d5 2. c4 dc 3. Кf3 Кf6 4. Фa4+ черные нередко играли 4... Кbd7. Недьеши доказал, что в одном из спорных разветвлений после 5. Кc3 e6 6. e4 c5 7. d5 ed 8. d5! b5 (в другом основном продолжении 8... d4 у белых сильная атака) 9. Ф:b5 Лb8 10. Фa4 d4 11. ef dc 12. С:c4 Лb4 13. Фd1! gf нужно играть 14. b3! (см. диаграмму), и максимум, чего могут добиться черные, — это худший эндшпиль. На основании в том числе исследований Недьеши вариант был признан невыгодным для черных.

## Спортивные результаты
| Год  | Город    | Соревнование                                                   | + | − | = | Результат | Место             |
| ---- | -------- | -------------------------------------------------------------- | - | - | - | --------- | ----------------- |
| 1922 | Будапешт | Матч с Л. Штейнером                                            | 2 | 0 | 1 | 2½ : ½    |                   |
| 1926 | Будапешт | Неофициальная шахматная олимпиада (сборная Венгрии, 3-я доска) | 2 | 0 | 1 | 2½ из 3   | Команда — чемпион |
| 1931 | Будапешт | Чемпионат Венгрии                                              |   |   |   |           | [ 6 ]             |
| 1932 | Будапешт | Чемпионат Венгрии                                              |   |   |   | 8½ из 17  | [ 7 ] [ 8 ]       |
| 1936 | Будапешт | Чемпионат Венгрии                                              | 3 | 4 | 8 | 7 из 15   | 8—10              |
| 1946 | Будапешт | Чемпионат Венгрии                                              |   |   |   |           | [ 10 ]            |
| 1951 | Будапешт | Чемпионат Венгрии                                              | 5 | 9 | 7 | 8½ из 21  | 16—18             |
| 1952 | Будапешт | Чемпионат Венгрии                                              | 4 | 8 | 5 | 6½ из 17  | 15                |
| 1955 | Будапешт | Турнир венгерских мастеров                                     | 7 | 2 | 6 | 10 из 15  | 2—3               |

## Книги
- Társszerzőként: Sakkvilágbajnokjelöltek versenye Budapest, 1950. Sport Lap- és Könyvkiadó Vállalat, 1951.
- Macskásy Előd-Négyesy György: A VIII. magyar sakkbajnokság, Sport Lap- és Könyvkiadó, 1953.
- Négyesy György: Sakk-matt!, Ifjúsági könyvkiadó, 1954
- dr. Négyesy György-Hegyi József: Sakk-kombinációk, Budapest, 1955.
- dr. Négyesy György-Hegyi József: Így kombináljunk (Sakkozók kiskönyvtára), Sport, 1965.
- dr. Négyesy György-Hegyi József: Combination in Chess, Boston, Branden Press, 1970. (angolul)
- dr. Négyesy György-Hegyi József: Schachkombinationen: Ein Lehrbuch des Kombinationsspiels, Hamburg Verl. Das Schach-Archiv 1969. (németül)
- dr. Négyesy György-Hegyi József: Gli scacchi : tecnica delle combinazioni, Bologna : Calderini, 1976. (olaszul)
- Tóth László, Négyesy György: XI. és XII. magyar sakkbajnokság: 1955. december - 1957. március, Magyar Sakkszövetség, 1957. (Magyar Sakkélet rendkívüli kettős szám)
- dr. Négyesy György: dr. Sallai Roland 80 játszmája, Caissa, Kecskemét, 2001.